# Sun Tower
La Sun Tower es un edificio de 17 plantas y 82 metros de altura de estilo Beaux Arts situado en el 128 de West Pender Street en Vancouver, Canadá. Es conocida por su cúpula de acero pintada para imitar la pátina del cobre. Además, nueve musas desnudas, las «nueve doncellas», sostienen la cornisa. La terracota para este edificio, incluidas las doncellas, fue fabricada por Gibbs and Canning Limited en Tamworth, Staffordshire, Inglaterra.

## Historia

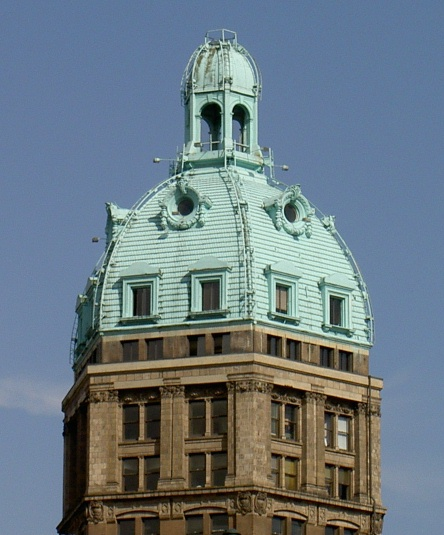
Detalle de la cúpula.

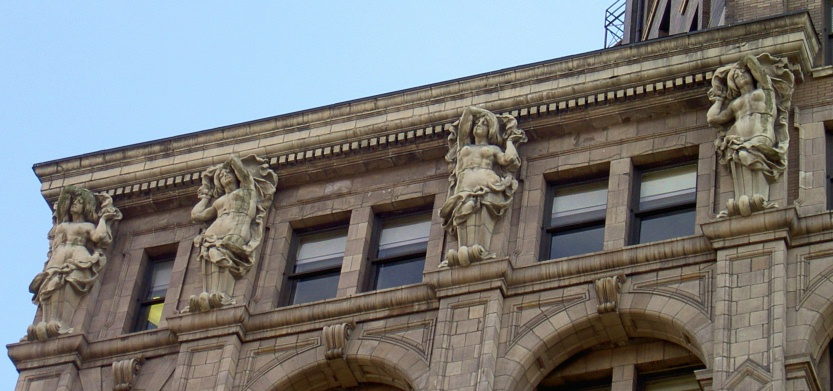
Detalle de la cornisa.

La Sun Tower fue encargada por L. D. Taylor, que quería un edificio para que albergara la sede de su periódico, The Vancouver World. Su intención era que fuera el edificio más alto de la ciudad y que fuera visible desde toda la zona de circulación del World. La empresa John Coughland and Sons de Vancouver fabricó 1250 toneladas de acero para la construcción.
Cuando fue completada, en 1912, se llamaba World Building y se convirtió en el edificio más alto del Imperio Británico, superando al anterior más alto, el Dominion Building, situado a la vuelta de la esquina. Fue el edificio más alto del Imperio Británico durante un año, hasta que en 1913 lo superó el Canadian Pacific Building situado en Toronto, de 85 metros de altura. En 1918, una gran multitud de personas se acercó al edificio para ver cómo Harry Gardiner, la «mosca humana», escalaba su exterior. Cuando The Vancouver Sun compró el edificio en 1937, cambió su nombre por el de Sun Tower. Aunque el periódico The Sun se trasladó hace mucho tiempo, primero a South Granville y posteriormente a Granville Square, el edificio ha conservado este nombre.
El exterior de la Sun Tower se usa como la Atalaya de la Liga de la Justicia en Smallville, donde la torre fue manipulada digitalmente para parecer más alta. En algunas tomas, la torre parece el edificio más alto de Metropolis.
Antiguamente situada en la dirección 100 West Pender Street, el Ayuntamiento de Vancouver cambió su dirección por 128 West Pender en 2011, tras la construcción de un nuevo edificio en la parcela vacía en la esquina suroeste de West Pender Street y Abbott Street, de acuerdo con su estricta ordenanza de numeración de calles.

## Arquitectura y materiales
La Sun Tower fue diseñada por el arquitecto William Tuff Whiteway, que también diseñó el Woodward's Building cercano. El edificio tiene forma de un bloque de ocho plantas con forma de L coronado por una torre de nueve plantas de sección hexagonal. La torre está coronada por una cúpula y una linterna de estilo Beaux Arts. La estructura de la torre es de acero, y está revestida principalmente en una combinación de azulejos de terracota y mampostería almohadillada. La cúpula es de acero, aunque está pintada para parecer cobre con pátina.
El exterior está adornado con nueve cariátides de terracota que sostienen la cornisa, esculpidas por Charles Marega. Estas esculturas provocaron escándalo entre algunos habitantes de Vancouver, debido a que las figuras femeninas estaban representadas parcialmente desnudas, con los pechos al aire, y adoptaban poses «sensuales». Otros detalles decorativos del edificio son los alféizares de piedra tallada que hay bajo todas las ventanas, fabricados con andesita de Haddington Island. La andesita de Haddington Island también se usó en algunas tallas decorativas cerca de la cima de la torre, que muestran cráneos animales rodeados por guirnaldas de frutas y flores.

## Principales ocupantes
- 1912-1917: The Vancouver World
- 1924-1937: Bekins Moving and Storage
- 1937-1965: The Vancouver Sun
- 1968-1996: Servicio Geológico de Canadá
- 2001-2005: Navarik
- 2009–actualidad: Victory Square Law Office LLP

## Futuro
El 19 de marzo de 2008 se anunció que la Sun Tower había sido vendida a nuevos propietarios el 17 de marzo. El precio de compra no fue desvelado, pero en 2008 el edificio estaba tasado en 6,16 millones de dólares canadienses. Los nuevos propietarios prometieron restaurar este edificio histórico.